# Szesszeset
Szesszeset [szes-szeset] az ókori Egyiptom hatodik dinasztiája első fáraójának, Tetinek volt az édesanyja. Ő segítette hozzá fiát, hogy a trónt megszerezze és hogy összebékítse a két egymással viaskodó uralkodói családot. Szesszeset volt az utolsó királyné a dinasztiában, akinek a sírja még nem volt felfedezve ill. feltárva. 2008 novemberében felfedeztek egy sírt, amelyről azt feltételezték, hogy az övé.

## A sír felfedezése
Zahi Hawass 2008. november 11-én bejelentette, hogy Szesszeset királynét 4300 éve egy 5 méter magas piramisba temették el Szakkarában. Hawass úgy nyilatkozott, hogy talán ez Szakkara teljesen épen maradt szatellit piramisa. Eddig ez a 118. felfedezett piramis Egyiptomban, a két méter széles burkolat nagy része 5 méter magas felépítménnyel épült meg. Eredetileg elérte a 14 méteres magasságot és a 22 méteres hosszúságot. A Hawass-csapat két éve végez feltárásokat az említett területeken. A piramist 2008 szeptemberében fedezték fel, 16 láb magas szerkezettel ásták ki. A felfedezett piramis 7 méter mélyen volt a homok alatt. A kis szentély és a sártéglákból épült falak a később épültek a piramishoz. Ez a harmadikként ismert másodlagos piramisa Teti sírjának. 14 méter magas volt, 22 méter széles, 51 fokos szöge volt a piramisnak. Szesszeset piramisa ott fekszik, ahol Teti másik két feleségének piramisát feltételezik.

## Külső hivatkozások
- BBC, Képekben: Új piramist találtak
- Feltáratlan piramist találtak Egyiptomban[halott link], 2008. november 11.
- Teti piramisa Szakkarában